# Thomas Englefield
 (août 2021).
Sir Thomas Englefield, né en 1455 et mort le 3 avril 1514, est un avocat et homme politique anglais des débuts de l'époque Tudor.

## Biographie
Admis au barreau au Middle Temple à Londres, il est juge de paix pour plusieurs comtés dont le Gloucestershire et le Herefordshire de 1493 jusqu'à sa mort. Député à la Chambre des communes du Parlement d'Angleterre en 1497 et en 1510, il est élu président (speaker) de la Chambre les deux fois, et y représente probablement le comté du Berkshire. Fait chevalier de l'ordre du Bain en novembre 1501, il est juge à Chester en 1505, puis juge aux cours d'assizes au pays de Galles en 1506 et en 1508. En 1509 il est membre du Conseil privé du nouveau roi Henri VIII. En 1513, le roi étant en France, il est l'un des quatre membres du conseil restreint gouvernant l'Angleterre avec la reine Catherine.